# Annona (Texas)
Annona is een plaats (town) in de Amerikaanse staat Texas, en valt bestuurlijk gezien onder Red River County.

## Demografie
Bij de volkstelling in 2000 werd het aantal inwoners vastgesteld op 282.
In 2006 is het aantal inwoners door het United States Census Bureau geschat op 259,.